# Международный факторинг
Международный факторинг (англ.  international factoring) — разновидность факторинговой операции, обеспечивающей финансирование поставок товаров и услуг с отсрочкой платежа в условиях, когда продавец и покупатель являются резидентами разных государств. Международный факторинг часто используется как финансовая услуга по долгосрочным или бессрочным внешнеэкономическим контрактам, для которых характерны регулярность поставок и значительный товарооборот.

## Участники операции международного факторинга
В операции международного факторинга участвуют три категории участников:
1. Компания-фактор или просто фактор (банк или небанковская финансовая организация), которая покупает денежное требование. При двухфакторном факторинге участвуют две факторинговые компании: экспорт-фактор и импорт-фактор;
2. Поставщик товара (экспортёр), имеющий денежные требования к покупателю товара (импортёру)
3. Покупатель товара (импортёр), имеющий денежные обязательства перед поставщиком.

Основной целью деятельности фактора (факторинговой компании) является кредитование поставщиков путём выкупа их краткосрочной дебиторской задолженности. Фактор оплачивает поставщику стоимость поставки за вычетом определённого процента (от 10 до 40 %), который зависит от условий договора международного факторинга. В соответствии с условиями договора международного факторинга поставщик передаёт фактору все необходимые товарные и денежные документы, необходимые для получения денег за поставленный товар (услугу) с должника (покупателя товара или услуги). После оплаты продукции покупателем фактор производит окончательный расчёт с поставщиком за оказанную факторинговую услугу, удерживая из суммы, полученной от покупателя товаров, первоначально выплаченную сумму, процент за предоставленный кредит и комиссионные платежи за оказанные услуги.

## Виды международного факторинга
Различают однофакторную и двухфакторную модель международного факторинга.

### Однофакторная модель международного факторинга
Однофакторная модель предусматривает, что компания-фактор и компания-клиент являются резидентами одного государства. Данная модель используется преимущественно при экспортных операциях. Данный экспортный факторинг предусматривает финансирование экспорта под уступку денежного требования, при котором продавец и экспорт-фактор находятся на территории одной страны, а покупатель является резидентом другого государства.
В качестве экспорт-фактора выступает банк или специализированная факторинговая компания, предоставляющие финансовые услуги экспортёру (поставщику). В функции экспорт-фактора входит финансирование экспортёра в полном или частичном объёме выручки по экспортному контракту. Кроме того, он может осуществлять международные расчёты, осуществлять страхование риска неплатежа со стороны импортёра (покупателя-нерезидента), а также получение выручки с покупателя-нерезидента.

### Двухфакторная модель международного факторинга
При двухфакторной модели происходит разделение функций международного факторинга между двумя фактор-компаниями (экспорт-фактор и импорт-фактор), являющимися резидентами разных государств. В качестве импорт-фактора выступает банк или специализированная факторинговая компания, предоставляющая услуги международного факторинга в стране покупателя-нерезидента. Импорт-фактор присутствует при реализации двухфакторной модели международного факторинга. В функции импорт-фактора могут входить осуществление международных расчётов по внешнеторговым контрактам, покрытие риска неплатежа со стороны покупателя-нерезидента, получение выручки с покупателя-нерезидента и оплата задолженности импортёра экспорт-фактору, в случае неплатежа импортёром.

## Преимущества использования международного факторинга
Основными преимуществами использования международного факторинга для экспортёров и импортёров являются:
1. Международный факторинг позволяет увеличивать Cash Flow.
2. Международный факторинг позволяет привлекать лучших поставщиков покупателям, так как повышается гарантия оплаты.
3. Длительные отсрочки платежа способствуют увеличению свободных денежных средств у Покупателей.
4. При увеличении срока реализации продукции покупатель получает товарный кредит на выгодных условиях.

## Международный факторинг в России
Существует недавно. В основном услуги предоставляются международными банками и международными организациями, имеющими широкую филиальную сеть во всем мире.
Эти организации и банки являются членами Ассоциаций Factors Chain International (FCI) и/или International Factors Group (IFG), которые способствуют росту международной торговли благодаря факторингу.